# Philippe Gaumont
Philippe Gaumont (n. 22 februarie 1973, Amiens, Franța – d. 17 mai 2013, Arras, communauté urbaine d'Arras⁠(d), Franța) a fost un ciclist francez, medaliat olimpic. A participat la 2 ediții ale Jocurilor Olimpice (1992, 2000) în care a câștigat o medalie de bronz.